# Lista kolesarjev in pešcev
Lista kolesarjev in pešcev (LKP) je slovenska lokalna politična stranka in se zavzema za boljše pogoje kolesarjev ter pešcev pri vseh vidikih upravljanja mest na nivoju slovenskih lokalnih skupnosti. Ustanovljena je bila leta 2014. Zavzemajo se za razvoj kolesarskega omrežja, integracijo avtobusnega prometa, aktivno stanovanjsko politiko, oskrbo na domu, podjetniško okolje in oživitev lokalne ekonomije.
Na lokalnih volitvah 2018 je Lista kolesarjev in pešcev nastopila s svojim kandidatom za župana Maribora ter listama za mestni svet v Ljubljani in Mariboru. V Ljubljani je bil izvoljen en predstavnik (Janez Stariha), v Mariboru trije. V Mariboru so za župana predlagali Josipa Rotarja, takratnega predsednika stranke, predlog je podprla tudi Piratska stranka Slovenije. V mariborskem svetniškem svetu je del koalicije in je v mandatu Saše Arsenovića močno pripomogla k izboljševanju infrastrukture za kolesarje in pešce.
Leta 2019 so podprli listo Povežimo se ter njeno prvopodpisano kandidatko Uršo Zgojznik.
Državnozborskih volitev leta 2022 se niso udeležili.